# Greifensteinit
Greifensteinit ist ein selten vorkommendes Mineral aus der Mineralklasse der „Phosphate, Arsenate und Vanadate“. Es kristallisiert im monoklinen Kristallsystem mit der idealisierten, chemischen Zusammensetzung Ca2Be4Fe2+5(PO4)6(OH)4·6H2O, ist also chemisch gesehen ein wasserhaltiges Calcium-Beryllium-Eisen-Phosphat mit zusätzlichen Hydroxidionen.
Greifensteinit ist das Eisen-Analogon zu Roscherit (Ca2Mn2+5Be4(PO4)6(OH)4·6H2O) und Zanazziit (Ca2Be4Mg5(PO4)6(OH)4·6H2O).
Das Mineral ist durchsichtig bis durchscheinend und entwickelt nur kleine, prismatische Kristalle von dunkel-olivgrüner Farbe, die meist in radialstrahligen Aggregaten angeordnet sind.

## Etymologie und Geschichte
Erstmals entdeckt wurde Greifensteinit an der als Greifensteine bekannten Felsformation im sächsischen Erzgebirge und beschrieben 2002 durch N. V. Chukanov, S. Möckel, R. K. Rastsvetaeva und A. E. Zadov, die das Mineral nach seiner Typlokalität benannten.
Das Typmaterial des Minerals wurde im Museum für Mineralogie und Geologie Dresden hinterlegt.

## Klassifikation
Da der Greifensteinit erst 2001 als eigenständiges Mineral anerkannt wurde, ist er in der seit 1977 veralteten 8. Auflage der Mineralsystematik nach Strunz noch nicht verzeichnet. Einzig im zuletzt 2018 überarbeiteten und aktualisierten Lapis-Mineralienverzeichnis nach Stefan Weiß, das sich aus Rücksicht auf private Sammler und institutionelle Sammlungen noch nach dieser alten Form der Systematik von Karl Hugo Strunz richtet, erhielt das Mineral die System- und Mineral-Nr. VII/D.01-55. In der „Lapis-Systematik“ entspricht dies der Klasse der „Phosphate, Arsenate und Vanadate“ und dort der Abteilung „Wasserhaltige Phosphate, mit fremden Anionen“, wo Greifensteinit zusammen mit Atencioit, Bearsit, Footemineit, Glucin, Guimarãesit, Moraesit, Okruschit, Roscherit, Ruifrancoit, Uralolith, Weinebeneit und Zanazziit die eigenständige, aber unbenannte Gruppe VII/D.01 bildet.
Die von der International Mineralogical Association (IMA) zuletzt 2009 aktualisierte 9. Auflage der Strunz’schen Mineralsystematik ordnet den Greifensteinit ebenfalls in die Abteilung der „Phosphate usw. mit zusätzlichen Anionen; mit H2O“ ein. Diese ist allerdings weiter unterteilt nach der relativen Größe der beteiligten Kationen, so dass das Mineral entsprechend seiner Zusammensetzung in der Unterabteilung „Mit kleinen (und gelegentlich größeren) Kationen“ zu finden ist, wo es zusammen mit Atencioit, Footemineit, Guimarãesit, Roscherit, Ruifrancoit und Zanazziit die „Roscheritgruppe“ mit der System-Nr. 8.DA.10 bildet.
Auch die vorwiegend im englischen Sprachraum gebräuchliche Systematik der Minerale nach Dana ordnet den Greifensteinit in die Klasse der „Phosphate, Arsenate und Vanadate“ und dort in die Abteilung der „Wasserhaltige Phosphate etc., mit Hydroxyl oder Halogen“ ein. Hier ist er zusammen mit Atencioit, Footemineit, Guimarãesit, Roscherit, Ruifrancoit und Zanazziit in der „Roscheritgruppe“ mit der System-Nr. 42.07.07 innerhalb der Unterabteilung „Wasserhaltige Phosphate etc., mit Hydroxyl oder Halogen mit (AB)5(XO4)3Zq × x(H2O)“ zu finden.

## Kristallstruktur
Greifensteinit kristallisiert monoklin in der Raumgruppe C2/c (Raumgruppen-Nr. 15) mit den Gitterparametern a = 15,903 Å; b = 11,885 Å; c = 6,677 Å und β = 94,68° sowie 4 Formeleinheiten pro Elementarzelle.

## Bildung und Fundorte

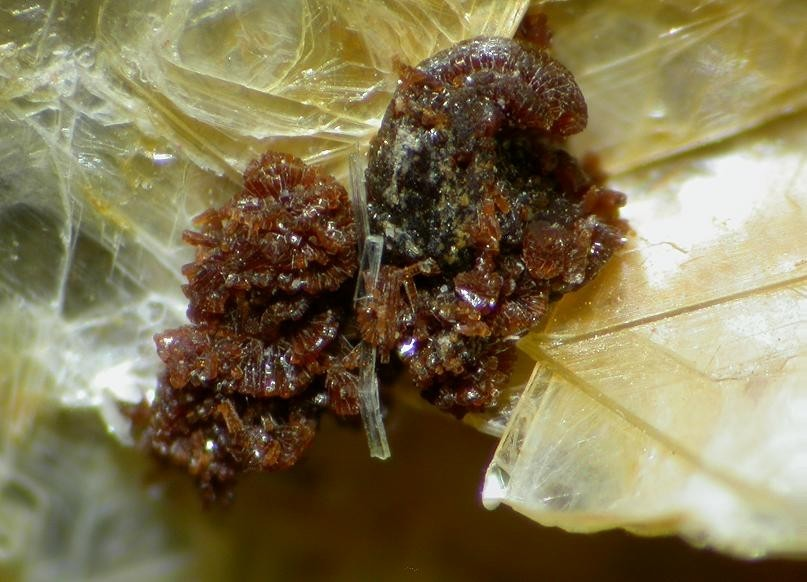
Greifensteinit aus dem Schürfgebiet Gentil, Mendes, Minas Gerais, Brasilien (Sichtfeld 4 mm)

Greifensteinit bildet sich in miarolithischen Hohlräumen von lithiumreichen Granit-Pegmatiten. Als Begleitminerale treten unter anderem Albit, Apatit, Childrenit, Elbait, Herderit, Kalifeldspat, Montmorillonit, Quarz, Roscherit und Viitaniemiit auf.
Als seltene Mineralbildung konnte Greifenstein nur an wenigen Fundorten nachgewiesen werden, wobei bisher (Stand: 2013) rund 20 Fundorte als bekannt gelten. Seine Typlokalität Greifenstein ist dabei der bisher einzige bekannte Fundort in Deutschland.
In Österreich ist ebenfalls bisher nur ein Fundort bekannt. Dort wurde das Mineral in einem Explorationsstollen zum Abbau des Lithiumminerals Spodumen am Brandrücken im Alpenpass Weinebene (Kärnten) entdeckt (siehe auch Bergbau in Kärnten).
Des Weiteren trat Greifensteinit noch an mehreren Orten in Flusstälern des Rio Doce und des Rio Jequitinhonha im brasilianischen Bundesstaat Minas Gerais, in der Lagerstätte „Ungursai Ta“ am Irtysch in Ostkasachstan sowie an mehreren Orten in den US-Bundesstaaten Maine und New Hampshire und in der „Tip Top Mine“ nahe Custer in South Dakota auf.